# Otto Crusius
Otto Carl Friedrich Hermann Crusius, född 20 december 1857 i Hannover, död 29 december 1918 i München, var en tysk filolog, far till Friedrich Crusius, brorson till Gottlob Christian Crusius.
Crusius blev 1886 professor i Tübingen, varifrån han 1898 flyttade till Heidelberg och 1903 till München. Han var från 1888 utgivare av "Philologus", tidskrift för klassisk filologi, och utvecklade en rik verksamhet på den grekiska språk- och litteraturhistoriens område. 
Han utgav bland annat Herondas mimiamber (1892; fjärde upplagan 1904), Babrios fabler (1897), en ny upplaga av grekiska antologin (1897) samt skrev Beiträge zur griechischen Mythologie und Religionsgeschichte (1886), Untersuchungen zu Herondas (1892), Die delphischen Hymnen (1894) och en biografi över Erwin Rohde (1902).